# ورزشگاه مرسدس-بنز سوپردوم
مرسدس-بنز سوپردوم (به انگلیسی: The Mercedes-Benz Superdome) یا Louisiana Superdome و با نام رایج‌تر The Superdome ورزشگاهی در ایالات متحده است که در نیواورلئان، لوئیزیانا قرار دارد.
رسلمانیای XXX در تاریخ ۶ آوریل ۲۰۱۴ در این مجموعه ورزشی برگزار شد. رسلمانیا ۳۴ هم در این ورزشگاه برگزار شد.